# Albo d'oro del doppio maschile dell'Open di Francia
Questo è un elenco dei vincitori del doppio maschile dell'Open di Francia.

## Albo d'oro[1]
| Anno       | Vincitori                                    | Finalisti                                     | Punteggio                                    |
| ---------- | -------------------------------------------- | --------------------------------------------- | -------------------------------------------- |
| 1891       | B. Desjoyau T. Legrand                       | Boulanger Cucheval-Clarigny                   |                                              |
| 1892       | Diaz Albertini J. Havet                      | Cucheval-Clarigny Carlos de Candamo           |                                              |
| 1893       | J. Goldsmith Jean Schopfer                   | G. Hetley Ortmans                             | 6–4, 4–6, 6–2                                |
| 1894       | Gérard Brosselin J. Lesage                   | G. Hetley Robinson                            | 6–4, 2–6, 6–2                                |
| 1895       | André Vacherot (1) Christian Winzer          | Paul Lebréton Paul Lecaron                    | 6–2, 6–1                                     |
| 1896       | Francky Wardan Wynes                         | André Vacherot Marcel Vacherot                | 6–4, 8–6                                     |
| 1897       | Paul Aymé (1) Paul Lebréton (1)              | Longchamps Francky Wardan                     | 6–3, 6–0                                     |
| 1898       | Xenophon Kasdaglis Marcel Vacherot (2)       |                                               |                                              |
| 1899       | Paul Aymé (2) Paul Lebréton (2)              |                                               |                                              |
| 1900       | Paul Aymé (3) Paul Lebréton (3)              |                                               |                                              |
| 1901       | André Vacherot Marcel Vacherot (3)           |                                               |                                              |
| 1902       | Max Décugis (1) Jacques Worth (1)            |                                               |                                              |
| 1903       | Max Décugis (2) Jacques Worth (2)            | André Vacherot Marcel Vacherot                | 8–6, 6–4, ritiro                             |
| 1904       | Max Décugis (3) Maurice Germot (1)           |                                               |                                              |
| 1905       | Max Décugis (3) Jacques Worth (3)            |                                               |                                              |
| 1906       | Max Décugis (4) Maurice Germot (2)           |                                               |                                              |
| 1907       | Max Décugis (5) Maurice Germot (3)           | G. Siry Robert Wallet                         | 6–4, 6–2, 6–1                                |
| 1908       | Max Décugis (6) Maurice Germot (4)           |                                               |                                              |
| 1909       | Max Décugis (7) Maurice Germot (5)           |                                               |                                              |
| 1910       | Marcel Dupont (1) Maurice Germot (6)         |                                               |                                              |
| 1911       | Max Décugis (8) Maurice Germot (7)           | André Gobert William Laurentz                 | 6–3, 6–4, 7–5                                |
| 1912       | Max Décugis (9) Maurice Germot (8)           |                                               |                                              |
| 1913       | Max Décugis (10) Maurice Germot (9)          | Albert Canet William Laurentz                 | 6–4, 2–6, 6–2, 6–8, 6–2                      |
| 1914       | Max Décugis (11) Maurice Germot (10)         | William Laurentz Ludwig von Salm-Hoogstraeten | 6–4, 6–4, 4–6, 4–6, 6–4                      |
| 1915- 1919 | Non disputato per la prima guerra mondiale   | Non disputato per la prima guerra mondiale    | Non disputato per la prima guerra mondiale   |
| 1920       | Max Décugis (12) Maurice Germot (11)         |                                               |                                              |
| 1921       | André Gobert William Laurentz                |                                               |                                              |
| 1922       | Jacques Brugnon (1) Marcel Dupont (2)        |                                               |                                              |
| 1923       | François Blanchy Jean Samazeuilh             |                                               |                                              |
| 1924       | Jean Borotra (1) René Lacoste (1)            |                                               |                                              |
| 1925       | Jean Borotra (2) René Lacoste (2)            | Jacques Brugnon Henri Cochet                  | 7–5, 4–6, 6–3, 2–6, 6–3                      |
| 1926       | Howard Kinsey Vincent Richards               | Jacques Brugnon Henri Cochet                  | 6–4, 6–1, 4–6, 6–4                           |
| 1927       | Jacques Brugnon (2) Henri Cochet (1)         | Jean Borotra René Lacoste                     | 2–6, 6–2, 6–0, 1–6, 6–4                      |
| 1928       | Jean Borotra (3) Jacques Brugnon (3)         | Henri Cochet Ren de Buzelet                   | 6–4, 3–6, 6–2, 3–6, 6–4                      |
| 1929       | Jean Borotra (3) René Lacoste (3)            | Jacques Brugnon Henri Cochet                  | 6–3, 3–6, 6–3, 3–6, 8–6                      |
| 1930       | Jacques Brugnon (4) Henri Cochet (2)         | Harry Hopman Jim Willard                      | 6–3, 9–7, 6–3                                |
| 1931       | George Lott John Van Ryn                     | Norman Farquharson Vernon Kirby               | 6–4, 6–3, 6–4                                |
| 1932       | Jacques Brugnon (5) Henri Cochet (3)         | Marcel Bernard Christian Boussus              | 6–4, 3–6, 7–5, 6–3                           |
| 1933       | Pat Hughes Fred Perry                        | Vivian McGrath Adrian Quist                   | 6–2, 6–4, 2–6, 7–5                           |
| 1934       | Jean Borotra (4) Jacques Brugnon (6)         | Jack Crawford Vivian McGrath                  | 11–9, 6–3, 2–6, 4–6, 9–7                     |
| 1935       | Jack Crawford Adrian Quist                   | Vivian McGrath Don Turnbull                   | 6–1, 6–4, 6–2                                |
| 1936       | Marcel Bernard Jean Borotra (5)              | Pat Hughes Charles Tuckey                     | 6–2, 3–6, 9–7, 6–1                           |
| 1937       | Henner Henkel Gottfried von Cramm            | Norman Farquharson Vernon Kirby               | 6–4, 7–5, 3–6, 6–1                           |
| 1938       | Bernard Destremau Yvon Petra (1)             | Don Budge Gene Mako                           | 3–6, 6–3, 9–7, 6–1                           |
| 1939       | Charles Harris Don McNeill                   | Jean Borotra Jacques Brugnon                  | 4–6, 6–4, 6–0, 2–6, 10–8                     |
| 1940- 1945 | Non disputato per la seconda guerra mondiale | Non disputato per la seconda guerra mondiale  | Non disputato per la seconda guerra mondiale |
| 1946       | Marcel Bernard Yvon Petra (2)                | Enrique Morea Pancho Segura                   | 7–5, 6–3, 0–6, 1–6, 10–8                     |
| 1947       | Eustace Fannin Eric Sturgess                 | Tom Brown Bill Sidwell                        | 6–4, 4–6, 6–4, 6–3                           |
| 1948       | Lennart Bergelin Jaroslav Drobný             | Harry Hopman Frank Sedgman                    | 8–6, 6–1, 12–10                              |
| 1949       | Pancho Gonzales Frank Parker                 | Eustace Fannin Eric Sturgess                  | 6–3, 8–6, 5–7, 6–3                           |
| 1950       | Bill Talbert Tony Trabert (1)                | Jaroslav Drobný Eric Sturgess                 | 6–2, 1–6, 10–8, 6–2                          |
| 1951       | Ken McGregor (1) Frank Sedgman (1)           | Gardnar Mulloy Dick Savitt                    | 6–2, 2–6, 9–7, 7–5                           |
| 1952       | Ken McGregor (2) Frank Sedgman (2)           | Gardnar Mulloy Dick Savitt                    | 6–3, 6–4, 6–4                                |
| 1953       | Lew Hoad Ken Rosewall                        | Mervyn Rose Clive Wilderspin                  | 6–2, 6–1, 6–1                                |
| 1954       | Vic Seixas (1) Tony Trabert (2)              | Lew Hoad Ken Rosewall                         | 6–4, 6–2, 6–1                                |
| 1955       | Vic Seixas (2) Tony Trabert (3)              | Nicola Pietrangeli Orlando Sirola             | 6–1, 4–6, 6–2, 6–4                           |
| 1956       | Don Candy Bob Perry                          | Ashley Cooper Lew Hoad                        | 7–5, 6–3, 6–3                                |
| 1957       | Malcolm Anderson Ashley Cooper (1)           | Don Candy Mervyn Rose                         | 6–3, 6–0, 6–3                                |
| 1958       | Ashley Cooper (2) Neale Fraser (1)           | Robert Howe Abe Segal                         | 3–6, 8–6, 6–3, 7–5                           |
| 1959       | Nicola Pietrangeli Orlando Sirola            | Roy Emerson Neale Fraser                      | 6–3, 6–2, 14–12                              |
| 1960       | Roy Emerson (1) Neale Fraser (2)             | José Luis Arilla Andrés Gimeno                | 6–2, 8–10, 7–5, 6–4                          |
| 1961       | Roy Emerson (2) Rod Laver                    | Robert Howe Bob Mark                          | 3–6, 6–1, 6–1, 6–4                           |
| 1962       | Roy Emerson (3) Neale Fraser (3)             | Wilhelm Bungert Christian Kuhnke              | 6–3, 6–4, 7–5                                |
| 1963       | Roy Emerson (4) Manuel Santana               | Gordon Forbes Abe Segal                       | 6–2, 6–4, 6–4                                |
| 1964       | Roy Emerson (5) Ken Fletcher                 | John Newcombe Tony Roche                      | 7–5, 6–3, 3–6, 7–5                           |
| 1965       | Roy Emerson (6) Fred Stolle (1)              | Ken Fletcher Bob Hewitt                       | 6–8, 6–3, 8–6, 6–2                           |
| 1966       | Clark Graebner Dennis Ralston                | Ilie Năstase Ion Țiriac                       | 6–3, 6–3, 6–0                                |
| 1967       | John Newcombe (1) Tony Roche (1)             | Roy Emerson Ken Fletcher                      | 6–3, 9–7, 12–10                              |
| 1968       | Ken Rosewall Fred Stolle (2)                 | Roy Emerson Rod Laver                         | 6–3, 6–4, 6–3                                |
| 1969       | John Newcombe (2) Tony Roche (2)             | Roy Emerson Rod Laver                         | 4–6, 6–1, 3–6, 6–4, 6–4                      |
| 1970       | Ilie Năstase Ion Țiriac                      | Arthur Ashe Charles Pasarell                  | 6–2, 6–4, 6–3                                |
| 1971       | Arthur Ashe Marty Riessen                    | Tom Gorman Stan Smith                         | 6–8, 4–6, 6–3, 6–4, 11–9                     |
| 1972       | Bob Hewitt Frew McMillan                     | Patricio Cornejo Jaime Fillol                 | 6–3, 8–6, 3–6, 6–1                           |
| 1973       | John Newcombe (3) Tom Okker                  | Jimmy Connors Ilie Năstase                    | 6–1, 3–6, 6–3, 5–7, 6–4                      |
| 1974       | Dick Crealy Onny Parun                       | Bob Lutz Stan Smith                           | 6–3, 6–2, 3–6, 5–7, 6–1                      |
| 1975       | Brian Gottfried (1) Raúl Ramírez (1)         | John Alexander Phil Dent                      | 6–2, 2–6, 6–2, 6–4                           |
| 1976       | Fred McNair Sherwood Stewart (1)             | Brian Gottfried Raúl Ramírez                  | 7–6(6), 6–3, 6–1                             |
| 1977       | Brian Gottfried (2) Raúl Ramírez (2)         | Wojciech Fibak Jan Kodeš                      | 7–6, 4–6, 6–3, 6–4                           |
| 1978       | Gene Mayer (1) Hank Pfister (1)              | José Higueras Manuel Orantes                  | 6–3, 6–2, 6–2                                |
| 1979       | Gene Mayer (2) Sandy Mayer                   | Ross Case Phil Dent                           | 6–4, 6–4, 6–4                                |
| 1980       | Victor Amaya Hank Pfister (2)                | Brian Gottfried Raúl Ramírez                  | 1–6, 6–4, 6–4, 6–3                           |
| 1981       | Heinz Günthardt Balázs Taróczy               | Terry Moor Eliot Teltscher                    | 6–2, 7–6, 6–3                                |
| 1982       | Sherwood Stewart (2) Ferdi Taygan            | Hans Gildemeister Belus Prajoux               | 7–5, 6–3, 1–1 ritiro                         |
| 1983       | Anders Järryd Hans Simonsson                 | Mark Edmondson Sherwood Stewart               | 7–6(4), 6–4, 6–2                             |
| 1984       | Henri Leconte Yannick Noah                   | Pavel Složil Tomáš Šmíd                       | 6–4, 2–6, 3–6, 6–3, 6–2                      |
| 1985       | Mark Edmondson Kim Warwick                   | Shlomo Glickstein Hans Simonsson              | 6–3, 6–4, 6–7, 6–3                           |
| 1986       | John Fitzgerald (1) Tomáš Šmíd               | Stefan Edberg Anders Järryd                   | 6–3, 4–6, 6–3, 6(4)–7, 14–12                 |
| 1987       | Anders Järryd (1) Robert Seguso              | Guy Forget Yannick Noah                       | 6–7, 6–7, 6–3, 6–4, 6–2                      |
| 1988       | Andrés Gómez Emilio Sánchez Vicario (1)      | John Fitzgerald Anders Järryd                 | 6–3, 6(8)–7, 6–4, 6–3                        |
| 1989       | Jim Grabb Patrick McEnroe                    | Mansour Bahrami Éric Winogradsky              | 6–4, 2–6, 6–4, 7–6(5)                        |
| 1990       | Sergio Casal Emilio Sánchez Vicario (2)      | Goran Ivanišević Petr Korda                   | 7–5, 6–3                                     |
| 1991       | John Fitzgerald (2) Anders Järryd (2)        | Rick Leach Jim Pugh                           | 6–0, 7–6(2)                                  |
| 1992       | Jakob Hlasek Marc Rosset                     | David Adams Andrej Ol'chovskij                | 7–6(4), 6(3)–7, 7–5                          |
| 1993       | Luke Jensen Murphy Jensen                    | Marc-Kevin Goellner David Prinosil            | 6–4, 6(4)–7, 6–4                             |
| 1994       | Byron Black Jonathan Stark                   | Jan Apell Jonas Björkman                      | 6–4, 7–6(5)                                  |
| 1995       | Jacco Eltingh (1) Paul Haarhuis (1)          | Nicklas Kulti Magnus Larsson                  | 6(3)–7, 6–4, 6–1                             |
| 1996       | Evgenij Kafel'nikov (1) Daniel Vacek (1)     | Guy Forget Jakob Hlasek                       | 6–2, 6–3                                     |
| 1997       | Evgenij Kafel'nikov (2) Daniel Vacek (2)     | Mark Woodforde Todd Woodbridge                | 7–6(12), 4–6, 6–3                            |
| 1998       | Jacco Eltingh (2) Paul Haarhuis (2)          | Mark Knowles Daniel Nestor                    | 6–3, 3–6, 6–3                                |
| 1999       | Mahesh Bhupathi (1) Leander Paes (1)         | Goran Ivanišević Jeff Tarango                 | 6–2, 7–5                                     |
| 2000       | Mark Woodforde Todd Woodbridge               | Paul Haarhuis Sandon Stolle                   | 7–6(7), 6–4                                  |
| 2001       | Mahesh Bhupathi (2) Leander Paes (2)         | Petr Pála Pavel Vízner                        | 7–6(5), 6–3                                  |
| 2002       | Paul Haarhuis Evgenij Kafel'nikov (3)        | Mark Knowles Daniel Nestor                    | 7–5, 6–4                                     |
| 2003       | Bob Bryan Mike Bryan                         | Paul Haarhuis Evgenij Kafel'nikov             | 7–6(3), 6–3                                  |
| 2004       | Xavier Malisse Olivier Rochus                | Michaël Llodra Fabrice Santoro                | 7–5, 7–5                                     |
| 2005       | Jonas Björkman (1) Maks Mirny (1)            | Bob Bryan Mike Bryan                          | 2–6, 6–1, 6–4                                |
| 2006       | Jonas Björkman (2) Maks Mirny (2)            | Bob Bryan Mike Bryan                          | 6(5)–7, 6–4, 7–5                             |
| 2007       | Mark Knowles Daniel Nestor (1)               | Lukáš Dlouhý Pavel Vízner                     | 2–6, 6–3, 6–4                                |
| 2008       | Pablo Cuevas Luis Horna                      | Daniel Nestor Nenad Zimonjić                  | 6–2, 6–3                                     |
| 2009       | Lukáš Dlouhý Leander Paes (3)                | Wesley Moodie Dick Norman                     | 3–6, 6–3, 6–2                                |
| 2010       | Daniel Nestor (2) Nenad Zimonjić             | Lukáš Dlouhý Leander Paes                     | 7–5, 6–2                                     |
| 2011       | Maks Mirny (1) Daniel Nestor (2)             | Juan Sebastián Cabal Eduardo Schwank          | 7–6(3), 3–6, 6–4                             |
| 2012       | Maks Mirny (2) Daniel Nestor (3)             | Bob Bryan Mike Bryan                          | 6–4, 6–4                                     |
| 2013       | Bob Bryan Mike Bryan                         | Michaël Llodra Nicolas Mahut                  | 6–4, 4–6, 7–6(4)                             |
| 2014       | Julien Benneteau Édouard Roger-Vasselin      | Marcel Granollers Marc López                  | 6–3, 7–6(1)                                  |
| 2015       | Ivan Dodig (1) Marcelo Melo                  | Bob Bryan Mike Bryan                          | 6(5)–7, 7–6(5), 7–5                          |
| 2016       | Feliciano López Marc López                   | Bob Bryan Mike Bryan                          | 6–4, 6(6)–7, 6–3                             |
| 2017       | Ryan Harrison Michael Venus                  | Santiago González Donald Young                | 7–6(5), 6(4)–7, 6–3                          |
| 2018       | Pierre-Hugues Herbert (1) Nicolas Mahut (1)  | Oliver Marach Mate Pavić                      | 6–2, 7–6(4)                                  |
| 2019       | Kevin Krawietz (1) Andreas Mies (1)          | Jérémy Chardy Fabrice Martin                  | 6–2, 7–6(3)                                  |
| 2020       | Kevin Krawietz (2) Andreas Mies (2)          | Mate Pavić Bruno Soares                       | 6–3, 7–5                                     |
| 2021       | Pierre-Hugues Herbert (2) Nicolas Mahut (2)  | Aleksandr Bublik Andrej Golubev               | 4–6, 7–6(1), 6–4                             |
| 2022       | Marcelo Arévalo (1) Jean-Julien Rojer        | Ivan Dodig Austin Krajicek                    | 6(4)–7, 7–6(5), 6–3                          |
| 2023       | Ivan Dodig (2) Austin Krajicek               | Sander Gillé Joran Vliegen                    | 6–3, 6–1                                     |
| 2024       | Marcelo Arévalo (2) Mate Pavić               | Simone Bolelli Andrea Vavassori               | 7–5, 6–3                                     |
| 2025       | Marcel Granollers Horacio Zeballos           | Joe Salisbury Neal Skupski                    | 6–0, 6(5)–7, 7–5                             |